# Francisco Sánchez Luna
Francisco Sánchez Luna, conegut com a Kiko Sánchez, (Alacant, 19 ed setembre de 1965) és un regatista alacantí, ja retirat, que aconseguí guanyar una medalla d'or en els Jocs Olímpics d'Estiu de 1992 celebrats a Barcelona. També ha exercit com a polític, on ha ocupat el càrrec de regidor de l'Ajuntament d'Alacant.
Actualment es troba immers en dos processos judicials: en un dels processos, està acusat de prevaricació, suborn i falsedat en document públic, i la Fiscalia demana per a ell cinc anys i mig de presó i 22 anys d'inhabilitació per a exercir càrrec públic; a l'altre procés judicial ha estat detingut acusat de frau fiscal.

## Carrera esportiva
Va participar, als 22 anys, en els Jocs Olímpics d'Estiu de 1992 celebrats a Barcelona (Catalunya), on aconseguí guanyar la medalla d'or en la prova masculina de la classe 470 juntament amb Jordi Calafat. Al costat d'aquest també participà en els Jocs Olímpics d'Estiu de 1996 realitzats a Atlanta (Estats Units), finalitzant en novena posició en la prova masculina de la classe 470.
Al llarg de la seva carrera ha guanyat 4 medalles en el Campionat del Món de vela en la classe 470, destacant les medalles d'or aconseguides l'any 1992 i 1993.

## Frau fiscal
El 4 de març de 2014, Francisco Sánchez Luna és detingut junt a altres 8 persones acusades d'un presumpte frau fiscal de al voltant de 700.000 euros. Als detinguts se'ls imputen els delictes de frau a Hisenda, blanqueig de capitals i falsedat de documents mercantils.